# Corinna Dorenkamp
Corinna Dorenkamp (* 19. Mai 1981 in Köln; bürgerlich Corinna Riegner) ist eine deutsche Synchronsprecherin, Sprecherin von Hörspielen & Hörbüchern sowie Synchronregisseurin.

## Leben
Dorenkamp wuchs in Köln auf und besuchte das Gymnasium Kreuzgasse. Nach dem Abitur im Jahr 2000 begann sie von 2003 bis 2007 eine Ausbildung zur Film- und Theaterschauspielerin an der Arturo Schauspielschule in Köln. Danach war die Deutsche Moderatorin und Puppenspielerin in ihrer Heimatstadt Köln. Dorenkamp begann 1989 zuerst für mehrere Film- und Computerspielproduktionen zu synchronisieren. Im Jahr 1999 übernahm sie schließlich die erste Synchronisation einer Hauptrolle. Sie lieh Son-Goku in der Animeserie Dragonball ihre Stimme. Des Weiteren sprach sie in Bleach die deutsche Stimme von Tatsuki Arisawa. Außerdem ist sie die deutsche Stimme von Jasika Nicole (Charakter: Astrid Farnsworth) in der US-Erfolgsserie Fringe – Grenzfälle des FBI. 2011 spricht Dorenkamp in der Radio- und TV-Comedy Noob und Nerd die spanische Mitbewohnerin Si. 2013 ist sie die deutsche Stimme von Tatiana Maslany in der kanadischen Serie Orphan Black.

## Rollen als Synchronsprecherin (Auswahl)
- 1999–2000: Dragon Ball (Fernsehserie) – Masako Nozawa als Son-Goku (Kind)
- 2004: Samurai Champloo (Fernsehserie) – Ayako Kawasumi als Fuu
- 2005: Neon Genesis Evangelion: The End of Evangelion - Megumi Hayashibara als Yui Ikari (1. Synchronfassung)
- 2006: Bleach: Memories of Nobody – Chiwa Saitō als Senna
- 2009–2010: Fullmetal Alchemist – Naomi Wakabayashi als Sheska
- 2010: Ghost Whisperer – Stimmen aus dem Jenseits (Fernsehserie) – Amy Davidson als Dana Mayhew
- 2011: Blue Exorcist (Fernsehserie) – Eri Kitamura als Izumo Kamiki
- 2011: Noob und Nerd (Radio-Podcast) als Si de Esperanza Lopez Gomez Sanchez de la Espandrillas
- 2012: Blue Exorcist: The Movie – Eri Kitamura als Izumo Kamiki
- 2013–2017: Orphan Black – Tatiana Maslany als Sarah Manning und die Klone des Projekts Leda
- 2013: Girls und Panzer (Fernsehserie) – Ayako Kawasumi als Kay
- 2013: The Devil is a Part–Timer! (Fernsehserie) – Yōko Hikasa als Emi Yusa / Emilia Justina
- 2014: Magi – The Labyrinth of Magic (Fernsehserie) – Haruka Tomatsu als Morgiana
- 2014: Nisekoi: Liebe, Lügen & Yakuza (Fernsehserie) – Nao Tōyama als Chitoge Kirisaki
- 2014: No Game No Life (Fernsehserie) – Yuka Iguchi als Chlammy Zell
- 2015: Cowboys vs. Dinosaurs – Casey Fitzgerald als Sky
- 2016: DanMachi (Fernsehserie) – Haruka Tomatsu als Eina Tulle
- 2016: My Hero Academia - Aya Kawakami als Inko Midoriya
- 2019: Promare - Ami Koshimizu als Heris Ardebit
- 2020: Bigfoot Junior - Ein tierisch verrückter Familientrip – Marie Chevalot als Shelly
- 2022: Pistol – Talulah Riley als Vivianne Westwood
- 2022: Summer Memories – für Dani Kind als Pullover Mama
- 2024: Blue Exorcist: Shimane Illuminati Saga – Eri Kitamura als Izumo Kamiki
- seit 2024: Blue Exorcist: Beyond the Snow Saga – Eri Kitamura als Izumo Kamiki

## Hörbücher (Auswahl)
- 2011: Tessa Gratton: Blood Magic - Weiß wie Mondlicht, rot wie Blut. Random House Audio & Audible, ISBN 978-3-8371-1176-7
- 2019: Emily R. King: Das schlafende Feuer – Die letzte Königin – Die Hundredth Queen Reihe, Teil 1. Verlag: LYX.audio, 2019 LYX.audio (Lübbe Audio)
- 2021: Franziska Jebens: Suche Platz auf Wolke Sieben. Verlag: Hörbuch Hamburg, ISBN 978-3-8449-2704-7
- 2021: Liza Grimm: Talus: Die Hexen von Edinburgh, Verlag: Argon Verlag, ISBN 978-3-7324-5771-7 (Hörbuch-Download)
- 2021: Anabelle Stehl: Fadeaway, Verlag: LYX.audio, ISBN 978-3-96635-118-8 (Hörbuch-Download)
- 2022: Katharine McGee: American Crown - Beatrice & Theodore, Verlag: Argon Verlag, ISBN 978-3-7324-5801-1 (Hörbuch-Download)
- 2022: Gloria Trutnau: Viele Träume führen ans Ziel (Hörbuch-Download, gemeinsam mit Louis Friedemann Thiele), Lübbe Audio, ISBN 978-3-7540-0212-4
- 2023: D. C. Odesza: WOOD Demand LOVE. Verlag: Lübbe Audio & BookBeat, ISBN 978-3-7540-0757-0 (Hörbuch Download, gemeinsam mit Martin Bross)
- 2023: Lucy Clarke: One of the Girls. Verlag: USM Audio, ISBN 978-3-8032-9303-9 (gemeinsam mit Julia von Tettenborn)
- 2024: Sarah Sprinz: Infinity Falling – Change My Mind, Lübbe Audio & BookBeat, ISBN 978-3-96635-378-6 (Hörbuch-Download, Infinity 2, gemeinsam mit Tim Schwarzmaier)
- 2024: Liza Grimm: Unfollow me. Vom Fluch gezeichnet, von Liebe verfolgt, Verlag: Argon Verlag, ISBN 978-3-7324-7305-2 (Hörbuch-Download, mit Henning Nöhren)
- 2025: Chloe C. Peñaranda: The Stars are Dying, Argon Verlag, ISBN 978-3-7324-7860-6 (Die Nytefall-Trilogie - Band 1, mit Louis Friedemann Thiele)
- 2025: Carrie Leighton: Collision. Bevor ich dich traf, der Hörverlag, ISBN 978-3-8445-5353-6 (Roman, Better-Reihe 1, Hörbuch-Download)